# Kokori
Kokori är ett samhälle i Bosnien och Hercegovina.   Det ligger i entiteten Republika Srpska, i den centrala delen av landet, 130 km nordväst om huvudstaden Sarajevo. Kokori ligger 244 meter över havet och antalet invånare är 407.
Terrängen runt Kokori är huvudsakligen platt, men västerut är den kuperad. Terrängen runt Kokori sluttar norrut. Närmaste större samhälle är Prnjavor, 15,5 km nordost om Kokori. 
Omgivningarna runt Kokori är en mosaik av jordbruksmark och naturlig växtlighet. Runt Kokori är det ganska tätbefolkat, med 67 invånare per kvadratkilometer.